# Misne Chasma
Il Misne Chasma è una struttura geologica della superficie di Venere.